# Joven y Alocada
Joven y Alocada è un film del 2012 diretto da Marialy Rivas
Il film venne presentato in anteprima il 21 gennaio 2012 al Sundance Film Festival ,Stati Uniti , dove ha vinto il premio per la migliore sceneggiatura.

## Trama
Daniela è una ragazza di 17 anni che vive a Santiago, Cile. Nonostante sia cresciuta in una famiglia evangelica conservatrice, la ragazza esplora con entusiasmo la propria sessualità sia attraverso il sesso occasionale sia tramite il suo blog intitolato Joven y Alocada, nel quale mette in discussione gli insegnamenti della sua chiesa e documenta le sue avventure sessuali, comprese le sue prime esperienze con la masturbazione, il sesso orale e il sesso anale. Man mano che il blog diventa più popolare, attira commenti da persone che vanno da persone di supporto a pettegolezzi fino a proponendole apertamente per sesso.
Dopo essere stata sorpresa a fare sesso con un altro studente, Daniela viene espulsa dalla sua scuola cristiana. Sua madre inizialmente non reagisce alla notizia e Daniela scopre che la sua amata zia, una bohémien che funge da modello per lei, è stata portata in ospedale perché malata di cancro. In ospedale, sua zia supplica la madre di Daniela di non mandare la ragazza a compiere un estenuante lavoro missionario. Invece, Daniela accetta un lavoro in una stazione televisiva cristiana locale come gofer, dove incontra i colleghi Tomás e Antonia.
Daniela è immediatamente attratta da Tomás, su cui inizia a fantasticare. I due iniziano a frequentarsi, anche se il giovane rifiuta di impegnarsi in attività sessuali prematrimoniali. Sessualmente frustrata, Daniela tenta di sedurlo e ha diversi gradi di successo. Quando si lamenta con Antonia, lei la invita ad una festa, dove Daniela inizia a praticare sesso orale a Tomás finché lui non la ferma. Mentre lascia la festa, Daniela sussurra ad Antonia che è venuta per fare sesso con lei e Tomás. Poco dopo, Antonia e Daniela iniziano una relazione che Daniela documenta sul suo blog.
I genitori di Daniela si fidano di Tomás, a cui permettono di rimanere senza supervisione con lei. Tuttavia, le inibizioni di Tomás alla fine si interrompono quando Daniela si chiede se sia interessato a lei. I due finalmente fanno sesso e Daniela descrive sul suo blog come si sente combattuta tra Antonia e Tomás, con entrambi i quali fa regolarmente sesso. Antonia esprime dispiacere per la loro relazione segreta, ma Daniela non è disposta a impegnarsi con un solo partner. Quando la sua famiglia cena in un ristorante e i ladri irrompono, la famiglia si tiene per mano e prega, e i ladri passano accanto a loro. Daniela successivamente inizia a mettere in discussione sia la sua spiritualità che la sua morale.
Daniela sorprende sia i lettori del blog che la famiglia quando annuncia che desidera essere battezzata. La sua famiglia è eccitata e sua zia organizza un battesimo in un lago, come avvenuto per l'esperienza di sua zia. Tuttavia, Tomás scopre il suo blog e scopre che lei lo ha tradito. Furioso, lui la lascia e sua madre rimprovera rabbiosamente Daniela per il suo comportamento. Sua zia muore poco dopo, lasciando Daniela con molte domande, che vanno dalla spiritualità alle relazioni. Il film termina con la voce fuori campo di Daniela che cita l'apostolo Paolo e dice che non ha abbandonato le convinzioni della sua infanzia.

## Accoglienza

### Critica
I critici hanno avuto reazioni contrastanti al film. Il New York Times non è rimasto impressionato dalla performance principale di Alicia Rodríguez e dalla cinematografia "insistentemente sbiancata". D'altra parte, altri critici hanno elogiato la rappresentazione di conflitti emotivi indesiderati che emergono al di là delle relazioni fisiche. Erik Childress di eFilmCritic scrive: "Questo è un film che rispetta il sesso e le conseguenze emotive che seguono una volta che il caldo svanisce." Todd McCarthy per The Hollywood Reporter a proposito del film, ha detto che "il feroce sforzo delle religioni conservatrici di tenere sotto controllo il sesso prematrimoniale è antico quanto la storia, ma vederlo svolto in un contesto sudamericano gli dà una nuova svolta, almeno sullo schermo."

## Riconoscimenti
- 2012 - Sundance Film Festival[1][5][6]
  - World Cinema Screenwriting Award
  - Nomination Gran Premio della Giuria: World Cinema Dramatic
- 2012 - Festival internazionale del cinema di Berlino[5][7]
  - Nomination Orso di cristallo
- 2012 - Huelva Latin American Film Festival[5][8]
  - Migliore attrice
- 2012 - Festival internazionale del cinema di San Sebastián[5][9]
  - Premio Sebastiane
  - Nomination Horizons Award
- 2013 - Buenos Aires International Festival of Independent Cinema[5]
  - Best Feature Film - Avant-Garde and Genre
- 2013 - Chileans Altazor Awards[5]
  - Nomination Miglior attrice a María Gracia Omegna
  - Nomination Miglior attrice a Aline Küppenheim
- 2013 - Festival de Cine Latinoamericano de Toulouse[10]
  - Premio del Público